# 步 (單位)
步為東亞各地的傳統度量衡單位，最早的記載可以回溯至中國的周朝，雖然起初為長度單位，但後來也被延伸作為面積單位。

## 中國
與許多古文明的度量衡類似，步的制訂也是源於對人類身體的丈量，以成年男子行走時左右腳各跨一步時的長度定義為「步」。但隨著時代改變，步的長度與換算方式也有不同，《禮記·王制》中記載「古者以周尺八尺為步，今以周尺六尺四吋為步」，東漢時的《九章算術》則提及一步為六尺的長度換算。一直到清朝時步還是使用中的單位，根據營造尺庫平制，此時的一步為五尺。
相同的一步為五尺換算方式一直被沿用到民國初年，由北洋政府於1915年（民國4年）頒佈的《權度法》。但到了1929年（民國18年）國民政府頒佈的《度量衡法》中，關於市制的換算中就不再見到步的使用。

### 面积单位
許多長度單位在古代都是與面積單位（甚至體積單位）混用，步也不例外。在《禮記·王制》中有言及「古者百畝，當今東田百四十六畝三十步。古者百里，當今百二十一里六十步四尺二寸二分。」，《漢書·食貨志上》則記載「古者建步立畝，六尺為步，步百為畝，畝百為夫，夫三為屋，屋三為井，井方一里。」，此處的步就是當作面積單位使用，用现代的看法就是“平方步”。